# Le Roman de la poire

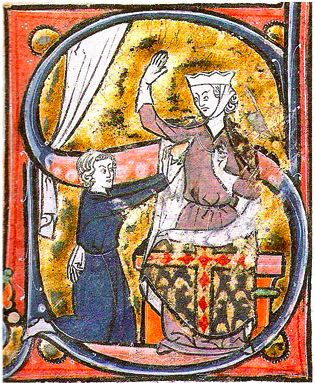
Miniature d'un S dans un manuscrit du Roman de la poire. Il s'agit de la première représentation visuelle connue d'un amant tendant son cœur à sa maîtresse. Ce cœur a la forme d'une pomme de pin, d'après les descriptions anatomiques du cœur humain de l'époque.

Le Roman de la poire (Li romanz de la poire) est un roman français du XIIIe siècle d'un certain Tibaut. Il est influencé par Le Roman de la rose dans sa description du début de l'amour en termes d'allégorie et dans son utilisation fréquente de la première personne. Le titre est dérivé d'une scène centrale où la demoiselle partage avec l'amant une poire qu'elle a épluchée avec ses dents.
Le texte est conservé à la Bibliothèque nationale de France (Ms. fr. 2186). C'est un manuscrit enluminé datant des années 1250. Il a été illustré dans l'atelier du maître de Bari (ainsi nommé d'après un graduel aujourd'hui à San Nicola, Bari), dont on sait qu'il était actif à Paris dans les années 1250. Le texte lui-même serait, d'après des preuves internes, daté entre 1230 et 1285 environ, de sorte qu'il est assez certain que le manuscrit est celui qui a été utilisé pour la présentation originale du texte et que la composition du texte date du milieu du XIIIe siècle (Tesnière 1987). Le manuscrit s'étend sur 83 feuillets, mesurant 205 x 135 mm. Il comprend neuf miniatures à pleine page et 18 initiales historiées. Les miniatures pleine page représentent des amants célèbres de la littérature, notamment Tristan et Iseult, Cligès et Fénice, Pyrame et Thisbé et Pâris et Hélène.
L'œuvre a vraisemblablement connu un succès limité, et sa réception n'a pas dépassé le début du XIVe siècle. Deux copies du texte original subsistent, datées de la fin du XIIIe ou du début du XIVe siècle (Ms. fr. 12786 et Ms. fr. 24431). Un fragment d'une autre copie datant d'environ la même époque a été publié en 1982 par Richard O'Gorman.